# Красноярский судоремонтный центр
ОАО «Красноярский судоремонтный центр» — дочернее предприятие ОАО Енисейское речное пароходство, расположенное в городе Красноярске.

## История
До строительства Красноярской ГЭС на Енисее ежегодно возникали заторы льда во время весеннего ледохода. Из-за резкого подъёма уровня воды, лёд вытеснялся на берег, что приводило к повреждениям зимующих судов.
Например, 19 апреля 1909 года весенним ледоходом в результате затора льда на Енисее и Ангаре из Стрелковской протоки вынесло лихтеры № 5 и № 3, пароходы «Минусинск» и «Красноярск». Следующим затором вынесло лихтеры № 1, № 2 и № 8, пароходы «Лена» и «Туруханск». Пароход «Красноярск» получил повреждения и затонул ниже Стрелки (место слияния Енисея и Ангары) в Черёмуховском перекате. Пароход «Минусинск» ледоходом унесло вниз на 500 км, где он получил повреждения на скалах острова Кораблик, и он затонул ниже деревни Сумароково. Пароходы принадлежали Срочному казённому пароходству на реке Енисей.
Министерство путей сообщения России решило построить капитальный затон в районе Красноярска для зимовки и ремонта судов. Разработка проекта была поручена Томскому водному округу. 4 марта 1908 года городская дума Красноярска решила построить затон у правого берега Енисея в Абаканской протоке ниже деревни Перевозинской.
В июне 1909 года землечерпательная машина «Сибирская-3» начала строительство затона. В строительных работах принимали участие  крестьяне окрестных деревень:  Перевозинской, Торгашино, Ладейской. Уже в октябре 1909 года 26 судов Срочного казённого пароходства зимовали в новом затоне. Летом 1910 года продолжились работы по углублению и расширению акватории затона. В 1917 году в затоне зимовало около 100 судов. Для ремонта судов были построены мастерские, склады, литейный цех, кузница.
В 1918 году по решению губисполкома Красноярский затон был переименован в «Государственный затон и мастерские», а позднее в «Красноярский судоремонтный завод».
В 1926 году возобновил работу строительный цех затона. 10 сентября 1926 года был спущен на воду пароход «Коссиор».
Во время Великой Отечественной войны на заводе выпускали противопехотные мины, строили речные боевые корабли.
В 1964 году на заводе был построен туер Енисей и плавзавод «Минога» для Игарского порта.
В 2006 году «Красноярский судоремонтный завод» был переименован в «Красноярский судоремонтный центр».

## Деятельность
«Красноярский судоремонтный центр» специализируется на техническом и хозяйственном обслуживании речных судов (в основном, самоходных), проводит испытания спасательных средств, обновляет радионавигационное оборудование.